# John Hart (scrittore)
John Hart (Durham, 1965) è uno scrittore statunitense, vincitore di due  Edgar Award: nel 2008 per La legge del sospetto e nel 2010 per Il rito del fuoco.

## Biografia
John Hart è nato a Durham nel 1965. Laureato al Davidson College, prima di diventare scrittore a tempo pieno è stato broker e avvocato. 
Oltre ai due Edgar Award è stato anche insignito del Premio Barry nel 2010 e del CWA Ian Fleming Steel Dagger nel 2009 per Il rito del fuoco.

## Opere
- 2006 Re di bugie (The King of Lies), trad. di Michela Benuzzi, Milano, Mondadori, 2007
- 2007 La legge del sospetto (Down River), trad. di Katia Bagnoli, Milano, Mondadori, 2008[3]
- 2009 Il rito del fuoco (The Last Child), trad. di Daniela Pezzella e Monica Pezzella, Roma, Nutrimenti, 2019
- 2011 Iron house, trad. di Federico Taibi, Roma, Casini Editore, 2012
- 2016 Redemption Road
- 2018 The Hush
- 2021 The Unwilling